# Lake Seppings
Lake Seppings är en sjö i Australien. Den ligger i delstaten Western Australia, omkring 390 kilometer sydost om delstatshuvudstaden Perth. Arean är 0,16 kvadratkilometer. Den sträcker sig 0,6 kilometer i nord-sydlig riktning, och 0,5 kilometer i öst-västlig riktning.